# Dale Stephens
Dale Christopher Stephens, född 12 december 1989, är en engelsk fotbollsspelare.

## Karriär
Den 30 januari 2014 värvades Stephens av Brighton & Hove Albion, där han skrev på ett 3,5-årskontrakt. I maj 2017 förlängde han sitt kontrakt med fyra år.
Den 24 september 2020 värvades Stephens av Burnley, där han skrev på ett tvåårskontrakt.